# El Socorro (Tegueste)
El Socorro es una entidad de población perteneciente al municipio de Tegueste, en la isla de Tenerife —Canarias, España—.
Este pueblo, está dentro de lo que se conoce como "El Valle del Socorro", en la parte baja del mismo. Al Sur linda con el portezuelo, un pueblo que también pertenece al municipio de Tegueste, al oeste se encuentra la montaña del Picacho, perteneciente al municipio de La Laguna, al Norte linda con la ciudad de Tejina con una población de 10.000 habitantes aprox., y más en concreto con el núcleo poblacional del Pico y finalmente, al Este linda con las Toscas, otro núcleo poblacional perteneciente al municipio de Tegueste.

## Características
El Socorro se encuentra situado en el valle homónimo, en la zona occidental del municipio. Se localiza a unos tres kilómetros del casco urbano de Tegueste y alcanza una altitud media de 370 m s. n. m.
Está formado por el propio núcleo de El Socorro y por los núcleos de El Infierno, El Lomo del Socorro, Lomo las Rías, Molina, San Gonzalo, Santo Domingo y San Luis.
La localidad cuenta con los centros culturales de El Socorro y de Lomo las Rías, varias plazas públicas, parques infantiles e instalaciones deportivas, con la iglesia de Ntra. Sra. del Socorro y El Calvario, un tanatorio, una farmacia, un parque público, una gasolinera, bares, restaurantes y otros comercios, así como con la residencia de mayores Jardines de San Marcos.
En el lugar se encuentran además lugares de interés turístico como el mirador Embalse Valle Colino o el antiguo abrevadero ubicado tras la iglesia.

## Relieve
La geomorfología del Valle del Socorro no se entendería sin contar con la geografía de Tegueste, la costa lagunera y parte del municipio de Tacoronte, pues en toda esta zona de Tenerife presenta las mismas condiciones geomorfológicas.  
En el Valle del Socorro (que comprende los núcleos poblacionales del Portezuelo, la Padilla y el Socorro, todos pertenecientes al municipio de Tegueste) podemos observar cuatro edificios volcánicos, llamados: la montaña la Calderita, montaña del Drago, caldera Valle Molina y montaña Santo Domingo (estas dos primeras las más importantes). Aparte de estos 4 edificios volcánicos encontramos una serie de deslizamientos lo que ha conllevado a la edificación actual del Valle del Socorro.  
La imagen de la izquierda consiste en una representación del recorrido de las coladas del relleno pleistoceno en los valles de Tegueste y el Socorro. En ella se han representando los 4 edificios volcánicos mencionados anteriormente (además de otros tantos más difíciles de reconocer), y la dirección de las coladas pleistocenas. De esta manera nos encontramos con un relieve particular en el que podemos apreciar multitud de matices: Al sur del Valle de Tegueste, se puede observar cómo se produce un apilamiento de coladas, procedentes de Montaña del Aire y del conjunto de pequeños volcanes situados en sus cercanías, que quedan frenadas por las paredes del valle, de manera que van ganando altitud en la zona del Portezuelo, dejando el interior del Valle del Socorro en un nivel inferior. Por otro lado, se puede llegar a ver como estas coladas exteriores no se limitan a elevar el relieve exterior, sino que llegan a colarse hacia dentro, participando levemente en el relleno interior, como puede observarse en El Portezuelo, donde se produjo el derrame de auténticas cascadas de lava que se colaron entre las montañas y fluyendo hacia el interior del valle. 
Por otra parte, el conjunto de volcanes situados en el interior de los valles produce un relleno que transforma el antiguo paisaje. El flujo de las distintas coladas lávicas se desplazan por los valles en V alterando su morfología y suavizando sus pendientes, rellenando de esta forma la antigua depresión, adosándose a los bordes y abriéndose en abanico al llegar a la desembocadura, momento en el que el continuo apilamiento de coladas comienza a ganarle terreno al mar. De esta manera hacia el este las coladas se adosan al pie de la Mesa de Tejina dejando inactivo el antiguo acantilado. En el Valle de Tegueste, y en especial el del Socorro, estos conos volcánicos interiores derraman sus coladas desde distintos puntos de la cota superior hasta el mar, de manera que nos encontramos como las coladas bajan por Tegueste hacia Tejina y desde El Socorro hasta el mar. 
Finalmente los agentes erosivos juegan su parte, labrando los barrancos mediante la dinámica torrencial por un lado (como es elbarranco de las cuevas en el Socorro) y el acantilamiento de algunos sectores de la costa debido a la acción marina (en especial en la zona lagunera de Tejina y Bajamar), quedando expuestas de esta manera, distintos niveles de coladas pertenecientes a diferentes episodios eruptivos. 

## Vegetación
La vegetación del Socorro es la misma que la vegetación del municipio de Tegueste. 

## Hidrografía
El Socorro cuenta con el embalse/charca Valle Molina. La balsa teguestera de Valle Molina, en concreto, se encarga de recoger el caudal del los barrancos de Los Rodeos, Las Cuevas, La Centinela, Las Zocas y el Infierno y hacerla llegar a unos 2.000 agricultores en Valle Guerra. "Agua de la buena", según Benigno Quintero, que es el técnico responsable de la buena marcha del embalse. Y es que, aunque lo almacenado en Valle Molina se dedica exclusivamente a las explotaciones agrarias, no requiere tratamiento alguno para evitar que dañe los cultivos.Esta charca tiene una superficie de embalse de 7 ha. aprox. y el máximo nivel normal del embalse es de 343 m.

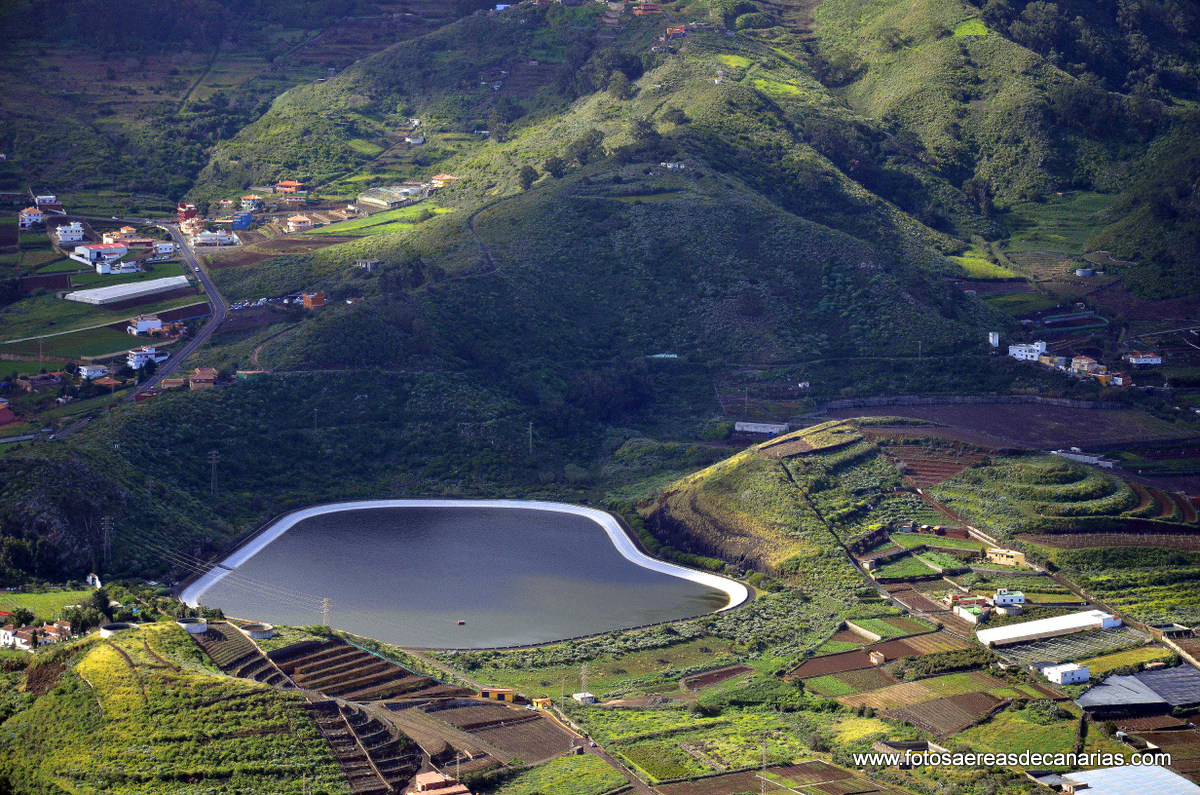
Charca de Molina, el Socorro

Aparte de recoger el agua de los diferentes barrancos nombrados anteriormente, recoge también el agua que desciende por las laderas de las montañas que tiene a sus alrededores, pues esta charca está ubicada entre montañas. También a esta charca acuden numerosas aves autóctonas de la isla de Tenerife para refrescarse y descansar tras un largo recorrido, lo que hace que el lugar donde está ubicada sea único y maravilloso por la biodiversidad de animales y por su paisaje inigualable. 
Además de la charca/embalse de Valle Molina, el Socorro cuenta con el barranco de "Las Cuevas" que viene desde lo alto de los Rodeos, atraviesa todo el pueblo del Portezuelo y el Socorro y llega hasta la costa Tejinera donde se pone en contacto con el mar. Las únicas estación por las que el barranco tiene caudal de agua son en Invierno y Primavera y en los meses que menos llueve, Verano y Otoño, el barranco sirve como cobijo para animales pequeñitos endémicos y autóctonos de esta parte de la isla de Tenerife.  

## Historia
El Socorro cuenta con más de 500 años de historia pues los primeros textos de esta zona datan del siglo XVI cuando se estaban dividiendo este valle de Tenerife tras la conquista de la isla. Antes de la conquista, este territorio estaba gobernado por el menceyato de Tegueste.

### Sobre la virgen del Socorro
La imagen de la virgen del socorro fue traída desde Roma en el siglo XVI por la comunidad de  Agustinos que se instalaron en esta zona de la isla de Tenerife tras la repartición de la isla. El lugar donde estaba la ermita del Socorro y el convento de los Agustinos fueron cedidos por Alonso Fernández de Lugo, uno de los conquistadores de la isla de Tenerife que se asentó en la capital de la isla en el siglo XVI, en la ciudad de La Laguna. Este cuadro traído de Roma, se basa en el modelo de la Virgen del Popolo y los modelos de corte Bizantino propiciados por el maestro San Lucas de corte renacentista. Fue un modelo excepcional que sirvió de base para el culto en otras iglesias con réplicas en La Laguna, la Orotava, Los Realejos,… (Rodríguez Morales, C., 2014). Desde el milagro del diluvio de 1590, que arrasó la ermita donde se encontraba, los agustinos potenciaron su culto. Se realizaron grabados y estampas con la imagen que supuso una devoción muy extendida por la isla de Tenerife (Pereira Pacheco, A.2001). Su gran devoción se ve reflejada en elementos como los exvotos, elementos de agradecimiento a la Virgen por interceder en determinadas dificultades, haciendo honor a su nombre “del Socorro”. Estos exvotos aún se conservan en la iglesia, (Padrino, J.M. 2014) como recuerdo de costumbres pasadas y con un alto valor simbólico y patrimonial en la memoria colectiva de la comunidad. La virgen del socorro a lo largo de la historia ha hecho numerosos milagros, pero los dos más destacados son los siguientes:

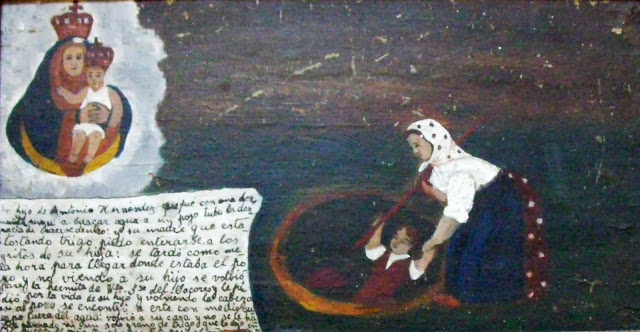
Cuadro primero: milagro de la Virgen del Socorro

#### Cuadro primero
-Tipología: exvoto pictórico (óleo sobre tabla).
-Tamaño: 22 X 41 cm.
-Ubicación actual: Iglesia de El Socorro (Tegueste)
-Datación: 1877
-Devoción: Ntra. Sra. del Socorro
-Lema o inscripción: “Un hijo de Antonio Hernández que fue con una hermanita suya a buscar agua a un pozo tubo la desgracia de caerse dentro; y su madre que estaba tostando trigo pudo enterarse a los gritos de su hija; se volvió, para la hermita de Ntra. Sra. del Socorro y le pidio por la vida de su hijo y volviendo la cabeza asi al pozo se encontro a este con medio cuerpo fuera del agua; volvió a su casa y no se le había quemado ni un solo grano de trigo que lo dejó en el fuego”

#### Cuadro segundo
-Tipología: exvoto pictórico (óleo sobre tabla).
-Tamaño: 26 X 36 cm.
-Ubicación actual: Iglesia de El Socorro (Tegueste)
-Datación: 1889
-Devoción: Ntra. Sra. del Socorro
-Lema o inscripción:”Ntra. Sa. da Salud á un Niño qe á causa de una gran Cayda le tuvieron por muerto, el día 10 de septiembre de 86″.

### A cerca de las fiestas[5]
Esta fiesta tiene su origen en la gran devoción a la Virgen del Socorro, una representación pictórica de primer orden en las islas, que los Agustinos trajeron de Italia a comienzos del siglo XVI.

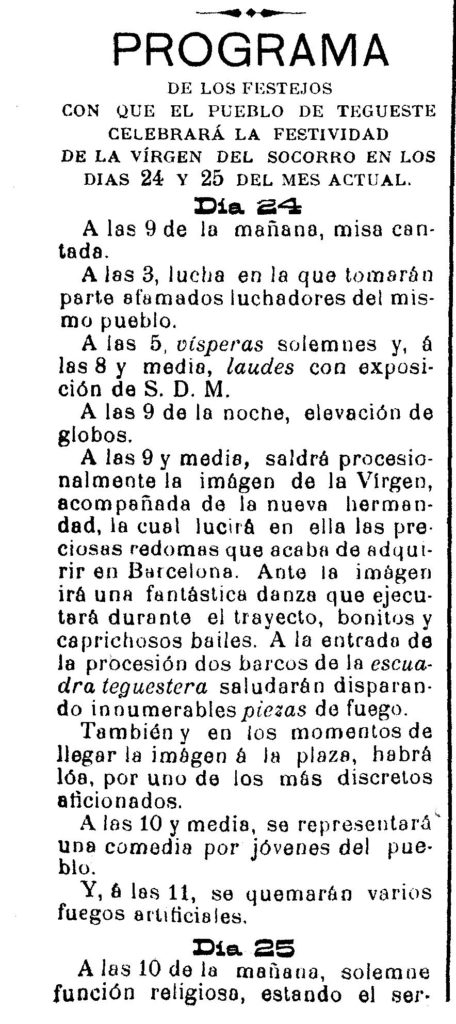
Programas de las fiestas del Socorro del año 1904

La tradición de la Fiesta de los Remedios, con la presencia de barcos, danzas, hermandades, loas y carreras de barcos. Y el culto a la Virgen milagrosa y compasiva, que en sus distintas versiones responde a un principio común. Su cercanía geográfica a Tejina, con la que comparte lazos familiares, cultivos, y devoción por la Virgen y los Corazones. Configuran el desarrollo de la fiesta como la conocemos hoy.
Esta fiesta además, por esta devoción que genera la figura de la Virgen desde tiempos ancestrales, hace que en periodos pasados se incorporaran elementos foráneos, como las carretas, que visitaban el Socorro venidas de lugares como Tacoronte, Guamasa, …. Muy anteriores a la celebración de la primera romería de San Marcos. Así, en los elementos tradicionales de su fiesta, encontramos los clásicos barcos de tierra adentro muy comunes en las comarcas limítrofes, y elemento central de la fiesta de los Remedios; y una importante referencia, durante algunas ediciones, a los corazones ofrecidos como ofrenda a la Virgen del Socorro, como un elemento compartido con las manifestaciones festivas tejineras. Esa fusión siempre le dio un carácter especial a esta fiesta emblemática del municipio de Tegueste.

#### Elementos festivos principales
En la actualidad se han perdido algunos elementos tradicionales, pero en su mayoría se conservan en las celebraciones actuales. En las hemerotecas hemos encontrado algunos documentos de los programas de 1904, Periódico La Opinión, 22 de septiembre, que vamos a reproducir por su interés:
De este programa del que han pasado 114 años, podemos observar elementos que lo acercan a la fiesta de los Remedios y de toda el área Metropolitana, los barcos, en este caso dos, que según fuentes orales (Eloina Rodríguez), se realizaban ambos en el Socorro, el tradicional de la Virgen y otro que realizaba una familia en el Calvario. Asociado a estos barcos se encuentran otros elementos como es la danza, el programa no especifica su origen o tipología, pero nos debemos imaginar que se trata de una danza de flores o cintas, que acompañaba en esta época cualquier celebración religiosa. La presencia de la Hermandad y las loas, son elementos muy comunes en las celebraciones del momento. En este programa no hay constancia de la ofrenda de corazones, aunque sí de otros elementos que se han mantenido hasta finales del siglo XX, luchadas populares, teatro, bailes y fuegos artificiales.

#### Los corazones
La presencia de corazones decorados con frutas en las fiestas del Socorro se encontraba en la memoria colectiva de los socorreros, en una promesa que un vecino del Pico, Teodoro Martín, a su vuelta de Venezuela, había realizado a la Virgen. Este hecho se ubicaba cronológicamente en los años 50 (Eloina Rodríguez, Begoña Suárez, Sebastián Rojas). Como podemos observar en la foto nº 6. Pero en las hemerotecas hemos podido encontrar que este hecho, al parecer puntual, en esa memoria colectiva, no fue aislado. En plena república española, encontramos otro programa festivo (La Gaceta de Tenerife, 21 de septiembre de 1935), donde se describe como el día 22, se cuelga un Corazón, en la plaza, que se descuelga por la tarde de ese mismo día. A esta prueba documental, debemos observar la foto 5, prueba gráfica del hecho descrito en el programa de las fiestas, aunque no sabemos si corresponde a ese año o fue un elemento que se repitió en años posteriores. Nos imaginamos que la Guerra Civil, como ocurrió con la Librea y las carreras de barcos en Los Remedios, debieron cortar esta iniciativa, pero que siempre ha estado presente en la memoria de los socorreros.
Esta vinculación con Tejina se ve incrementada por la participación de la banda de música de dicho pueblo, por lo que se conservan lazos importantes, o las antiguas celebraciones del Corazón de Jesús en el Pico, donde participaban socorreros (Eloina Rodríguez, Begoña Suárez).

#### Las carretas foráneas
Otro elemento muy desconocido que apareció en las fiestas en los años 40, fue la presencia de carretas engalanadas. Aún no hemos encontrado en las hemerotecas una clara alusión a ellas, pero si tenemos algún soporte gráfico que avala este hecho, junto con alguna fuente oral indirecta que recuerda oír a sus padres que algunos vecinos de Tacoronte y lugares cercanos se desplazaban a la fiesta con carros engalanados y participaban en las procesiones a modo de una pequeña romería (Eloína Rodríguez, Ángel Suárez Santana). Sin llegar a tener esta entidad, pero que fueron un elemento más que enriqueció la fiesta, como queda reflejado en las fotos 7 y 8. En los años 40, la tradición romera, se vinculaba a la Orotava y San Benito Abad, las romerías con carretas más antiguas de la isla.

## Demografía
El socorro cuenta con una población bastante envejecida, puesto que más del 50% de ella superan los 60 años, pero, en los últimos años se está viendo un crecimiento de la natalidad lo que provoca un aumento lento de la población de este pueblo. 

### Variación demográfica de El Socorro[6]
| Año                | 2000  | 2001  | 2002  | 2003  | 2004  | 2005  | 2006  | 2007  | 2008  | 2009  | 2010  | 2011  | 2012  | 2013  | 2014  | 2015  | 2016  |
| ------------------ | ----- | ----- | ----- | ----- | ----- | ----- | ----- | ----- | ----- | ----- | ----- | ----- | ----- | ----- | ----- | ----- | ----- |
| Habitantes totales | 1.137 | 1.203 | 1.330 | 1.353 | 1.381 | 1.398 | 1.420 | 1.422 | 1.416 | 1.403 | 1.418 | 1.429 | 1.415 | 1.465 | 1.470 | 1.467 | 1.441 |
| Hombres            | 586   | 613   | 685   | 704   | 709   | 719   | 727   | 735   | 719   | 713   | 727   | 730   | 727   | 748   | 760   | 757   | 738   |
| Mujeres            | 551   | 590   | 645   | 649   | 672   | 679   | 693   | 687   | 697   | 690   | 691   | 699   | 688   | 717   | 710   | 710   | 703   |

## Fiestas
En la localidad se celebran fiestas en honor a la Virgen del Socorro en el cuarto mes de septiembre, desarrollándose actos religiosos y populares muy importantes y característicos de la zona. Además cada cinco años se realiza la peregrinación de Nuestra Señora del Socorro por los diferentes puntos del valle del Socorro, estos son: San Luis, Las Toscas, La Asomada, El Pico, La Pared, Santo Domingo, Valle Molina, El Portezuelo, La Padilla Baja, El Lomo, San Gonzalo y El Calvario. Esta peregrinación coincide en los años terminados en cinco y cero. 
Esta peregrinación empezó para recaudar fondos para mejorar el marco de la imagen y se ha seguido con esta tradición. 

### Actos más importantes que acoge el pueblo del Socorro
| Fecha                         | Celebración                                   | Lugar                                                  | Actos destacados |
| ----------------------------- | --------------------------------------------- | ------------------------------------------------------ | --- |
| 6 de enero                    | Vísperas de Reyes                             | Iglesia del Socorro                                    | Representación del acto de los reyes por parte de la "Asociación Cultural Reyes del Socorro"                                    |
| 3 de mayo                     | La Cruz                                       | El Calvario                                            | Enrame de las cruces y celebración de la santa misa                                                                             |
| Junio                         | Corpus Christi                                | Alrededor de la plaza del Socorro                      | Confección de alfombras de flores                                                                                               |
| Segundo sábado de Sept.       | Encendido de las cruces                       | En los barrios de La Pared, Lomo las Rías y San Luis   | Colocación de las cruces que permanecerán durante toda la fiesta y su posterior encendido                                       |
| Tercer sábado de Sept.        | Volteo en moto                                | En la calle de La Miravala                             | Volteo en moto "Madre de los Socorreros"                                                                                        |
| Cuarto fin de semana de Sept. | Fiestas en honor a Nuestra Señora del Socorro | En la iglesia, en la plaza y por las calles del pueblo | Gala de Elección de la Reina de las fiestas, exhibición pirotécnica y demás actos populares y tradicionales típicos del Socorro |
| Principios de Octubre         | Trial 4x4                                     | Terreno detrás de la plaza                             | Exhibición Trial 4x4 |
| Noviembre                     | Encuentro de coros parroquiales               | En la iglesia                                          | celebración del encuentro de coros parroquiales                                                                                 |
| Diciembre                     | Navidad                                       | En la iglesia y por el pueblo                          | Toca de los divinos por las calles del pueblo y representación de la Natividad del Señor                                        |

## Comunicaciones
Se llega al barrio principalmente a través de la Carretera Portezuelo-Las Toscas TF-154 y por diferentes caminos que conectan la zona más pegada al norte del pueblo, estos son: la calle La Miravala y La calle Alcalde Juan Hernández, ambas lindando con el Pico, núcleo poblacional de Tejina en el municipio de La Laguna. 

### Transporte público
En autobús —guagua— queda conectado mediante la siguiente línea de TITSA: 
| Línea | Trayecto                                | Recorrido     |
| ----- | --------------------------------------- | ------------- |
| 052   | La Laguna - Las Toscas (por El Socorro) | Horario/Línea |

## Galería

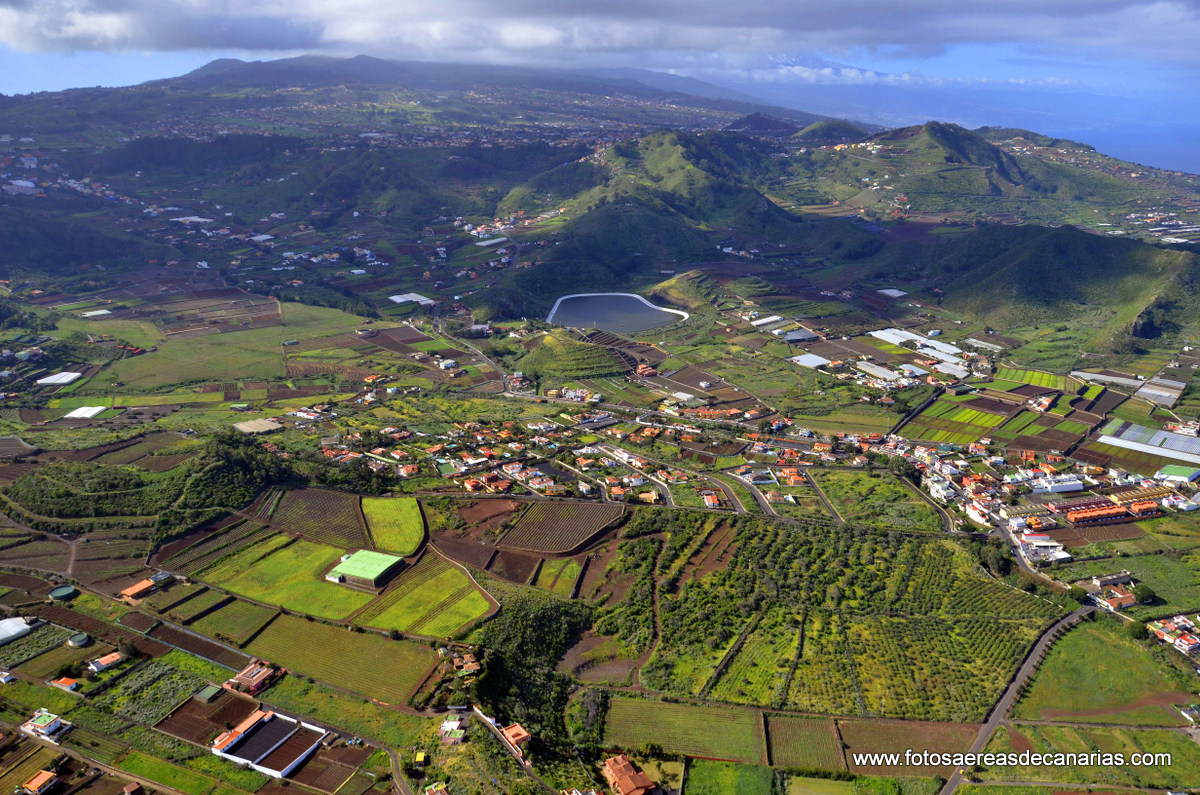
Foto aérea del Socorro desde el Norte